# كارلوس ألونسو
كارلوس ألونسو (بالإسبانية: Carlos Alonso)‏ هو لاعب كرة قدم نيكاراغوي، ولد في 25 أغسطس 1979 في تشينانديغا في نيكاراغوا. شارك مع منتخب نيكاراغوا لكرة القدم. أما مع النوادي، فقد لعب مع Parmalat FC ‏.

## وصلات خارجية
- كارلوس ألونسو على موقع الاتحاد الدولي (مؤرشف)  (الإنجليزية)
- كارلوس ألونسو على موقع قاعدة بيانات كرة القدم.إي يو (الإنجليزية)
- كارلوس ألونسو على موقع ناشيونال فوتبول تيمز (الإنجليزية)
- كارلوس ألونسو على موقع Soccerway.com (الإنجليزية)